# 近鉄百貨店奈良店
- ならファミリー > 近鉄百貨店奈良店
- 近鉄百貨店 > 近鉄百貨店奈良店

近鉄百貨店奈良店（きんてつひゃっかてんならてん）は奈良県奈良市にある百貨店で、近鉄百貨店の代表店舗の一つ。イオンモール株式会社が運営するショッピングセンター、ならファミリー内の核テナントである。

## 概要
ジャスコ株式会社（現イオン株式会社）は奈良店出店にあたって、ダイヤモンドシティ運営の百貨店との共同ショッピングセンターを計画していたが、東京や大阪の百貨店に打診してみたものの名乗りを上げる百貨店はほとんどなく、唯一阪急百貨店のみが興味を示した。しかし、近畿日本鉄道は沿線に他社系列による百貨店が運営されることを嫌って、ジャスコとの合同出店を決定する。その結果、1972年（昭和47年）3月14日、旧奈良ファミリー（近鉄とダイヤモンドシティの合弁企業、ダイヤモンドファミリーが運営）の開業と同時に、県内最初の百貨店「奈良近鉄百貨店」として開店した。その3か月後、近鉄本体から離れ、阿倍野店や上本町店とともに株式会社近鉄百貨店の奈良店となった。
1989年（平成元年）10月2日、奈良市内に奈良そごうが出店（2000年閉店。跡地はイトーヨーカドー奈良店を経てミ・ナーラとなる）。旧店舗ではそごうとの競争に勝てないと判断、奈良ファミリーは建て替え、1992年（平成4年）11月14日、新生「ならファミリー」としてリニューアルオープンし、近鉄百貨店奈良店も装いも新たにオープンした。
その後、2000年（平成12年）12月25日に奈良そごうが閉店すると、地域一番店に返り咲いた。当店は近鉄百貨店の中でも阿倍野本店に次いで第2位の売上を誇る店舗である。また、当店や入居する「ならファミリー」は近隣のイオン系ショッピングセンター（イオンモール奈良登美ヶ丘、イオンモール高の原）との競合もあるため、当初の郊外型店舗のコンセプトからは離れ、都心型の店舗となっている。
面積は1992年の増床によって31,334m2となったが、2013年の改装で1階部分が若干縮小して30290m2となっている。

## 沿革
- 1969年（昭和44年）3月17日 - 西大寺百貨店社員寮が竣工[7][4]。
- 1970年（昭和45年）12月10日 - ダイヤモンドシティと近畿日本鉄道との共同出資による「ダイヤモンドファミリー」が設立[4][8]。
- 1971年（昭和46年）2月21日 - 「西大寺百貨店（仮称）開設準備委員会」（後に奈良百貨店開設準備委員会に名称変更）が設置される[5][4]。
- 1972年（昭和47年）2月21日 - 「奈良百貨店開設準備委員会」が廃止[5][4]。同日、近畿日本鉄道の職制に「奈良百貨店」が新設され、槍原敏郎近畿日本鉄道取締役副社長と高石千之専務取締役が奈良百貨店担当に、福田浩一が奈良百貨店店長に就任[9]。
  - ひまわりキャンペーン隊が商圏内の10万世帯を訪問[9]。
- 1972年（昭和47年）3月14日 - 奈良ファミリー内に奈良近鉄百貨店として開業[4][9]。営業面積は9,015m2[9]。
- 1972年（昭和47年）6月1日 - 近畿日本鉄道が百貨店事業を近鉄百貨店に譲渡し、職制中の「奈良百貨店」を廃止[5][4]。
- 1972年（昭和47年）6月1日 - 店名呼称が「近鉄奈良店」および「奈良近鉄」と制定される[4][9]。
- 1974年（昭和49年）12月6日 - 4階ボウリング場跡1,562m2に売り場を拡張、営業面積を10,074m2に増床する[9]。
- 1976年（昭和51年）10月22日 - 2階婦人服売り場を改装、リニューアルオープン[9]。
- 1983年（昭和58年）- 関西西友の出店、関西ユニードの移転増床による競争激化と老朽化に対応するため行っていたリニューアルのうち、第1期分が完成[10]。投資額は3億円、対象は1-4階で、婦人服・婦人用品・紳士服・紳士服が各階に分散していのを、1-2階を婦人物、3階を紳士物とする一方、新たに各階にエキサイティングスペース、4階にギフトサロンが設けられた[10]。
- 1984年（昭和59年）- 衣料リフォームに新たに参入し、日本リフォーム協会とフランチャイズ契約した近鉄百貨店が、一号店となる「ドクターリフォーム奈良店」を開店[11]。
- 1984年（昭和59年）- 関西西友の出店、関西ユニードの移転増床による競争激化と老朽化に対応するため行っていたリニューアルの第2期分も完成[12]。投資額は4億円、対象は地下1・5階で、リニューアル内容は商品・売り場の再配置、デイリーフーズの導入、書籍売り場の拡充、特設コーナーの設置[12]。
- 1988年（昭和63年）- 近鉄百貨店の本店制導入により、上本町店、橿原店、東京店とともに阿倍野店の管轄下に置かれる[13]。
- 1990年（平成2年）12月31日 - リニューアルに伴い閉店[5]。
- 1992年（平成4年）11月14日 - 建て替えられた「ならファミリー」での営業を始める[5][14][15]。新店舗は全館インテリアデザイナーの牛建務がヨーロッパのリゾートホテルをイメージして設計したもので、子供服売り場には日本の百貨店として初めてイタリア製のメリーゴーランドを設置[15]。直営面積は9,789m2から3倍の30,289m2となった[8]。なお、1人のデザイナーが総合的にプロデュースするのは日本の百貨店で初めてであった[15]。
- 1999年（平成11年）4月29日 - ジャスコとの差別化を図るため、地下食品売り場を改装し、リニューアルオープン。
- 2002年（平成14年）9月26日 - リニューアルオープン。投資額は約2億2000万円で、2・3階婦人服売り場、4階紳士服売り場、5階家庭用品売り場と6階子供服売り場を改装し、高品質・高感度商品とファッションブランドの充実を図った。
- 2005年（平成17年）9月15日 - 他業態との差別化を図るため、リニューアルオープン[16]。投資額は約2億3000万円で、3階婦人服売り場、3階時計・宝飾売り場、4階紳士服売り場、5階家具・家庭用品売り場を改装し、高品質・高感度商品とファッションブランドの充実を図った[16]。
- 2007年（平成19年）9月21日 - リニューアルオープン[17]。投資額は約4億8700万円で、1階婦人洋品売り場、1階化粧品売り場、3階婦人服売り場、6階子供服売り場を改装し、婦人向けの特選ブランドの導入などを行った[17]。
- 2013年（平成25年）3月14日-3月23日 - 約2億円を投じたリニューアルの第1弾として地階菓子売場、1-3階婦人服・婦人用品売場への新規ブランド導入と、4階紳士服売場・スポーツ用品売場への新規ブランド導入・カジュアルゾーンの再編集を実施[6]。
- 2013年（平成25年）4月4日 - リニューアル第2弾として4階アウトドアウエア売場に大型専門店「好日山荘」を導入[6]。
- 2013年（平成25年）4月26日 - リニューアル第3弾として5階教養用品売場に大型店「無印良品」を導入[6]。
- 2015年（平成27年）10月13日 - 書籍売場を閉店。
- 2016年（平成28年）1月26日 - 「無印良品」を閉店。
- 2016年（平成28年）4月27日 - 全館リフレッシュオープン。投資額は約7億円で、1階婦人靴・婦人洋品売場、4階紳士服売場、6階子供服売り場に新規ブランドを導入し、5階家具・家庭用品売場に奈良県初出店となる「東急ハンズ」を導入(一部売り場は先行オープンした)[18]。

## 交通アクセス
- 近鉄大和西大寺駅下車すぐ
- 近鉄電車の吊り広告には当店を指して「Kintetsu 近鉄奈良」のロゴがあるが、上記の通り最寄り駅は近鉄奈良駅ではなく大和西大寺駅である。

## 参照元
1. 1 2  奈良県公報（平成24年7月10日） - 2012年7月28日閲覧
2. ↑  日本リテールファンド投資法人>不動産ポートフォリオ>ポートフォリオマップ>ならファミリー - 2012年12月18日閲覧
3. ↑  住商アーバン開発株式会社 大型商業施設「ならファミリー」プロパティマネジメント業務受託
4. 1 2 3 4 5 6 7 8   「近畿日本鉄道 最近20年のあゆみ」近畿日本鉄道、1980年10月1日、NCID BN05420494
5. 1 2 3 4 5 6  「近畿日本鉄道 100年のあゆみ」近畿日本鉄道、2010年12月、NCID BB05245458
6. 1 2 3 4  「奈良店、Hoop等 春の改装について (PDF) 」近鉄百貨店、2013年3月13日
7. ↑  「最近10年のあゆみ 創業60周年記念 --『ひかり』創業60周年記念号」近畿日本鉄道、1970年12月1日、NCID BN09316960
8. 1 2  ジャスコ編「ジャスコ三十年史」ジャスコ、2000年12月20日、NCID BA50983842
9. 1 2 3 4 5 6 7  近鉄百貨店編「近鉄百貨店40年のあゆみ」近鉄百貨店、1977年12月20日、NCID BN08923899
10. 1 2  「奈良店をリニューアル -- 近鉄百、第一期分は完成」『日経流通新聞』1983年11月10日付、第4面
11. ↑  「衣料リフォーム開始 -- 近鉄百、奈良店に一号店」『日経流通新聞』1984年7月2日付、第4面
12. 1 2  「近鉄百奈良店、全面改装オープン -- ギフトセンターなど充実」『日経流通新聞』1984年10月29日付、第4面
13. ↑  「近鉄百貨店、阿倍野店を本店格上げ -- 東京など4店を管轄」『日経流通新聞』1988年3月26日、第4面
14. ↑  「近畿日本鉄道 創業90周年記念 最近10年のあゆみ」メディアート制作、近畿日本鉄道発行、2000年10月1日、NCID BA5189174X
15. 1 2 3  「新生・奈良ファミリー 西日本最大のSCに」『日本繊維新聞』1992年11月20日付朝刊、第6面
16. 1 2  「近鉄百貨店グループ中期経営計画に基づく平成17年度下半期各店の売り場改装について (PDF) 」近鉄百貨店、2005年8月10日
17. 1 2  「上本町店、奈良店の売り場改装について (PDF) 」近鉄百貨店、2007年8月29日
18. ↑  「近鉄百貨店奈良店 春の改装について 」近鉄百貨店、2016年3月28日